# Liste der Monuments historiques in Vert-Toulon
Die Liste der Monuments historiques in Vert-Toulon führt die Monuments historiques in der französischen Gemeinde Vert-Toulon auf.

## Liste der Immobilien
| Bezeichnung      | Beschreibung           | Standort                                             | Kennzeichnung | Schutzstatus | Datum | Bild           |
| ---------------- | ---------------------- | ---------------------------------------------------- | ------------- | ------------ | ----- | -------------- |
| Kirche St-Pierre | ab dem 12. Jahrhundert | Vert-la-Gravelle, rue Saint-Pierre-Saint-Paul (Lage) | PA00078888    | Classé       | 1934  | weitere Bilder |

## Liste der Objekte
| Bezeichnung                | Beschreibung                          | Standort                                            | Kennzeichnung | Schutzstatus | Datum | Bild |
| -------------------------- | ------------------------------------- | --------------------------------------------------- | ------------- | ------------ | ----- | ---- |
| Skulptur Heiliger Nikolaus | Holz, farbig gefasst, 16. Jahrhundert | Toulon-la-Montagne, in der Kirche St-Vincent (Lage) | PM51001104    | Classé       | 1974  |      |
| Gemälde Heiliger Rochus    | Ölfarbe auf Leinwand, 17. Jahrhundert | Vert-la-Gravelle, in der Kirche St-Pierre (Lage)    | PM51003051    | Inscrit      | 1980  |      |
| Zwei Prozessionsstäbe      | Holz, 18. Jahrhundert                 | Vert-la-Gravelle, in der Kirche St-Pierre (Lage)    | PM51003052    | Inscrit      | 1980  |      |
| Skulptur Madonna mit Kind  | Holz, 17. Jahrhundert                 | Vert-la-Gravelle, in der Kirche St-Pierre (Lage)    | PM51003054    | Inscrit      | 1980  |      |
| Skulptur Heilige Barbara   | Stein, 15. Jahrhundert                | Vert-la-Gravelle, in der Kirche St-Pierre (Lage)    | PM51003053    | Inscrit      | 1980  |      |